# Jindrich Streit
Jindřich Štreit (Vsetín, 5 settembre 1946) è un fotografo e pedagogo ceco.
È considerato uno dei più importanti esponenti della fotografia documentaristica ceca. Per molti anni ha documentato la vita rurale e la gente dei villaggi, in anni più recenti si è maggiormente concentrato sul lavoro nelle fabbriche, sulla tossicodipendenza, sui disabili, i ciechi, gli anziani, gli stranieri, i fumatori, i barboni.

## Biografia
A 10 anni, nel 1956, con i genitori si trasferì a Techanov, un piccolo villaggio sotto le montagne Jeseníky. Štreit iniziò a fotografare nel 1964, incoraggiato dal padre, durante i suoi studi alla Facoltà di Pedagogia dell'Università Palacký di Olomouc. Dopo la laurea, si dedicò all'insegnamento a Rýmařov ed in seguito divenne direttore della scuola di Sovinec e di quella di Jiříkov. Oltre alla sua professione di insegnante, Štreit prese parte attivamente alla vita pubblica, documentando, come cronista locale, gli eventi quotidiani e la vita dei villaggi sotto il regime comunista. Il critico e teorico della fotografia Antonín Dufek lo identifica come un continuatore della tradizione di vecchi insegnanti di villaggio, propagatori di cultura e progresso. La sua prima mostra personale risale al 1967. Dal 1981 lavora a stretto contatto con artisti progressisti a Praga, Brno, Bratislava e altri centri culturali nella Repubblica Ceca e all'estero.
Ha studiato presso l'Institut výtvarné fotografie (Institute of Art Photography) di Brno dal 1974 al 1977, guidato da Karel Otto Hrubý e Antonín Hinšt, dove si diplomò con un lavoro di fotografia teatrale.
Nel 1981, durante le elezioni generali nella ex-Cecoslovacchia, Štreit documentò quell'evento. In alcune delle sue fotografie fatte durante gli incontri delle autorità locali, il ritratto del Presidente della Cecoslovacchia è apparso su fotografie in "luoghi molto improbabili e assurdi". Un anno dopo, nel giugno 1982, Štreit accettò di esporre le sue opere alla mostra Setkání (The Meeting) organizzata a Praga dall'artista grafica Alena Kučerová. Dopo alcune ore, la mostra fu chiusa dalla polizia di stato e Štreit fu arrestato e accusato di diffamazione del presidente e del paese. Venne condannato a dieci mesi di reclusione con una pena sospesa di due anni.
Come conseguenza, perse il lavoro e fu costretto a guadagnarsi da vivere in una fattoria statale a Rýžoviště. Inoltre, ebbe il divieto fotografare, ma appena scarcerato torno immediatamente a fotografare. La teorica della fotografia Anna Farova riuscì a includere le sue opere nella mostra 9 + 9, presso il monastero cistercense di Plasy, che fu visitata da Henri Cartier-Bresson, il quale fece pubblicare le foto di Štreit sul quotidiano francese Le Monde.
Dopo la Rivoluzione di velluto del novembre 1989, la sua vita è cambiata radicalmente. Tra il 1990 e il 1993 Štreit è stato prima impiegato dell'amministrazione distrettuale e successivamente del museo di Bruntál. Dal 1994 è diventato fotografo freelance.
Nel 2009 ha conseguito la cattedra presso l'Accademia delle arti, dell'architettura e del design a Praga. Ha insegnato fotografia documentaria alla Facoltà di cinema e televisione presso l'Accademia delle Arti dello Spettacolo di Praga, dove dal 2000 è stato professore associato di fotografia. Ha insegnato anche presso l'Istituto di fotografia creativa della facoltà filosofica di scienze naturali dell'Università della Slesia di Opava e, a partire dal 2010, Štreit è insegnante presso l'Institut tvurcí fotografie (Istituto di fotografia creativa dell'Università della Slesia di Opava). Nel 2009 è stato nominato professore di arti applicate dal presidente della Repubblica ceca Václav Klaus.
Dal 1991 ha scattato immagini in varie parti del mondo: dalla Francia alla Germania, dall'Inghilterra alla Russia, dal Brasile al Giappone ma è sempre tornato nel suo paese per affrontare tematiche anche se non più legate al mondo rurale, come ad esempio il carcere femminile, la gente di Olomouc e quella di Mikulov, il mondo dell'acciaio di Bruntál e tante altre.
Jindřich Štreit organizza ogni estate mostre al Castello di Sovinec.
Sue opere, oltre che nella Repubblica Ceca, si trovano in varie collezioni nel mondo: Victoria & Albert Museum, Biblioteca nazionale di Francia; Musée de l'Élysée, Losanna; Museum of Modern Art e Tokyo Metropolitan Museum of Photography.

## Vita privata
Si è sposato nel 1971 con Agnes, insegnante di musica, ed ha una figlia, Monika, sposata, che vive in Portogallo.